# かんかんからす
かんかんからすは、1982年4月 - 5月、NHKのみんなのうたで放送された曲。作詞・作曲：つかこうへい、編曲：馬飼野康二、歌：加藤登紀子。

## 解説
元は劇作家・つかこうへいの芝居「郵便屋さんちょっと」の中で、挿入歌として製作された楽曲。
映像では「みんなのうた」初の中島潔の画像を使用、これが好評となって中島の名を知らしめる様となった。
2011年4月放送の「みんなのうた・スペシャル 1980’s セレクション」で21年ぶりに放送。7年後の2023年10月 - 11月に定時番組で33年ぶりに再放送された。